# Palak Aneh
Palak Aneh is een bestuurslaag in het regentschap Pariaman van de provincie West-Sumatra, Indonesië. Palak Aneh telt 986 inwoners (volkstelling 2010).